# Liste der Bodendenkmale in Ehrenfriedersdorf
In der Liste der Bodendenkmale in Ehrenfriedersdorf sind die Bodendenkmale der Stadt Ehrenfriedersdorf und ihrer Ortsteile nach dem Stand der Auflistung von Volkmar Geupel aus dem Jahr 1983 aufgelistet. Eventuelle Änderungen und Ergänzungen, insbesondere aus der Zeit nach der Wende, sind nicht berücksichtigt, da für Sachsen aktuell keine neueren allgemein zugänglichen Bodendenkmallisten vorliegen. Die Baudenkmale sind in der Liste der Kulturdenkmale in Ehrenfriedersdorf aufgeführt.
| Denkmal-ID | Fundart            | Ortsteil          | Bezeichnung                                       | Zeitstellung    | Lage                                                                        | Bemerkungen                                                                                         | Bild |
| ---------- | ------------------ | ----------------- | ------------------------------------------------- | --------------- | --------------------------------------------------------------------------- | --------------------------------------------------------------------------------------------------- | ---- |
| ?          | Befestigung > Burg | Ehrenfriedersdorf | Wehranlage „Burg Greifenstein“, „Am Greifenstein“ | Mittelalter     | westlich des Orts auf einem Felsmassiv (Greifensteine)                      | Höhenburg in Gipfellage, dreieckige Oberburg und dreieckige Unterburg, Schutz seit 15. Februar 1971 |      |
| ?          | besonderer Stein   | Ehrenfriedersdorf | Steinkreuz                                        | Spätmittelalter | westnordwestlich des Orts zwischen Steinbüschel und Frauenberg, Wegkreuzung | Reste einer Dolcheinzeichnung, je ein Kreuz auf Kopf und Ostseite, Schutz seit 17. April 1963       |      |